# Determinant de Vandermonde
El Determinant de Vandermonde és, en àlgebra lineal, el determinant d'una matriu de Vandermonde. Aquest determinant, per una matriu de dimensió n×n, s'expressa de manera general com a:
{\displaystyle {\begin{vmatrix}V\end{vmatrix}}=\prod _{1\leq i<j\leq n}(\alpha _{j}-\alpha _{i})}